# Kibler, Arkansas
Kibler là một thành phố thuộc quận Crawford, tiểu bang Arkansas, Hoa Kỳ. Năm 2010, dân số của thành phố này là 961 người.

## Dân số
- Dân số năm 2000: 969 người.
- Dân số năm 2010: 961 người.